# Friedrich Dörr (Autor)

Titelseite des von Friedrich Dörr herausgegebenen Plattdütschen Volksboks

 Friedrich Dörr  (* 30. April 1831 in Schleswig; † 29. Juni 1907 in Berlin) war ein deutscher Pädagoge und Herausgeber.
Friedrich Heinrich Jakob Ludwig Dörr, Sohn eines Volksschullehrers, besuchte die Gelehrtenschule in Glückstadt und studierte ab 1852 in Tübingen Philologie und Philosophie. Nach der Promotion war er Leiter einer Höheren Knabenschule in Hamburg-Altona. 
1857 war Dörr auch Rezensent für plattdeutsche Literatur bei den Grenzboten und den Blättern für literarische Unterhaltung. Er redigierte seit 1864 den Altonaer Merkur und seit 1866 die Lübecker Zeitung. Später war er im literarischen Bureau in Berlin beschäftigt.
Dörr gab von 1858 bis 1860 den Plattdütschen Volkskalenner (bei Voigt und Günther in Leipzig) heraus und 1869 anonym das Plattdütsche Volksbok. 1899 veröffentlichte er im Neuen Jahrhundert einen Aufsatz über neuniederdeutsche Literatur.